# Il-Gudja
Il-Gudja (engelska: Gudja) är en ort och kommun i republiken Malta. Den ligger på ön Malta i den sydöstra delen av landet, 5 kilometer söder om huvudstaden Valletta.

## Sport
- Gudja United FC – fotbollsklubb.[2][3][4]